# Jeanne Couillaud
Jeanne Couillaud, död 1709, var en fransk affärskvinna.
Hon var gift med pråmmästaren Guillaume Frapet i Nantes, som avled omkring 1695. Hon har blivit föremål för forskning om affärskvinnor i Frankrike före franska revolutionen, då hennes affärsverksamhet är dokumenterad från 1678 och 1709. Hon var verksam redan som gift och därmed omyndig kvinna. Jeanne Couillaud köpte pråmar, arrenderar fiske och förvärvar, i Nantes, alla platser från Porte Poissonnière till La Cohue för att sälja fisk; fiskhandeln var hennes huvudsakliga verksamhet, men hon investerade också fastigheter och bedrev bankverksamhet. Hon var framgångsrik och samlade en förmögenhet genom att delta i både fiskhandeln i Nantes hamn liksom i pråmtrafiken på floden i inlandet från Nantes. Hon lämnade verksamheten till sin svärson. 